# فرودگاه تاماراک اسپرینگز رنچ
فرودگاه تاماراک اسپرینگز رنچ (به انگلیسی: Tamarack Springs Ranch Airport) یک فرودگاه خصوصی است که یک باند فرود چمن و شن دارد و طول باند آن ۶۷۰ متر است. این فرودگاه در کشور ایالات متحده آمریکا قرار دارد و در ارتفاع ۱۰۵۰ متری از سطح دریا واقع شده است.